# Кочевський Ріг
45°40′03″ пн. ш. 14°56′03″ сх. д. / 45.6675° пн. ш. 14.934166666667° сх. д.
Кочевський Ріг (хорв. Kočevski Rog, нім. Hornwald) — карстове плато у Словенії, поблизу містечка Кочев'є (звідки і назва). Лежить на височині Кочев'є над долиною Чрношніце, входить одночасно до складу і традиційної словенської області Нижня Крайна, і Динарських Альп. Плато досить лісисте. Найвища точка — Великий Ріг (1099 м н. р. м.).
Близько 1350 року там оселилося багато німців, яких після Другої світової війни було вигнано. Відтоді ріг здебільшого безлюдний. 
У 1942 році на Кочевському Розі було створено штаб словенських партизанів та збудовано і засекречено партизанський шпиталь (база 20), який нині є пам'яткою і туристичним об'єктом. Поряд знаходиться гірськолижний курорт Ріг-Чрношніце, єдиний у Нижній Крайні.
Кочевський Ріг сумновідомий у зв'язку із жертвами післявоєнних масових убивств, скоєних югославськими комуністами. Під час цієї різанини на Кочевському Розі загинули десятки тисяч військовиків і цивільних осіб.